# Ingrid Møller Dyggve
Ingrid Møller Dyggve (1890–1969) var en dansk arkitekt.
Hun har tegnet sommerhuse i Tibirke Bakker i 1918 og 1919.
Med sin mand Ejnar Dyggve tegnede hun også et sommerhus på Bavnebakke ved Asserbo Plantage 1925–1927.
Senere beskæftigede Ingrid Dyggve sig med arkæologi i Sydeuropa.